# Lega calcistica degli Emirati Arabi Uniti 1992-1993
La UAE Football League 1992-1993 è stata la 18ª edizione della massima competizione nazionale per club degli Emirati Arabi Uniti.A questa stagione prendono parte 12 squadre.
Alla fine della stagione la squadra campione degli Emirati Arabi Uniti diventa l'Al-Ain.

## Classifica
|                                | Pos. | Squadra       | G  | V  | N  | P  | GF | GS | Pt |
| ------------------------------ | ---- | ------------- | -- | -- | -- | -- | -- | -- | -- |
| Emirati Arabi Uniti (bandiera) | 1    | Al-Ain        | 22 | 15 | 5  | 2  | 54 | 13 | 35 |
|                                | 2    | Al-Wasl       | 22 | 12 | 3  | 7  | 35 | 25 | 27 |
|                                | 3    | Sharjah       | 22 | 9  | 8  | 5  | 36 | 26 | 26 |
|                                | 4    | Al-Nasr       | 22 | 9  | 6  | 7  | 39 | 33 | 24 |
|                                | 5    | Baniyas       | 22 | 9  | 6  | 7  | 30 | 27 | 24 |
|                                | 6    | Al-Ahli Dubai | 22 | 9  | 6  | 7  | 30 | 28 | 24 |
|                                | 7    | Al-Shabab     | 22 | 8  | 6  | 8  | 38 | 30 | 22 |
|                                | 8    | Al-Wahda      | 22 | 6  | 9  | 7  | 26 | 22 | 21 |
|                                | 9    | Al-Jazira     | 22 | 5  | 11 | 6  | 31 | 29 | 21 |
|                                | 10   | Al-Khaleej    | 22 | 6  | 8  | 8  | 24 | 30 | 20 |
|                                | 11   | Ittihad Kalba | 22 | 7  | 3  | 12 | 26 | 41 | 17 |
|                                | 12   | Al-Uruba      | 22 | 1  | 1  | 20 | 10 | 72 | 3  |

Legenda:

      Campione degli Emirati Arabi Uniti 1992-1993

      Ammessa alla Coppa delle Coppe dell'AFC 1993-1994

      Ammessa alla Campionato d'Asia per club 1994

      Retrocesse nella UAE Second Division 1993-1994

Note:
Due punti a vittoria, uno a pareggio, zero a sconfitta.